# 155-мм морское орудие Тип 3
155-мм орудие Тип 3 — японское среднекалиберное морское орудие времён Второй Мировой войны.

## История создания
Разработка 155-мм орудия для лёгких крейсеров началась в Японии в 1930 году под руководством инженера Тиёкити Хата, сразу после заключения Лондонского договора. Испытания орудия начались в 1932 году, на вооружение оно было принято 7 мая 1934 года. Изначально техническое задание предусматривало возможность ведения огня по воздушным целям, поэтому задавался максимальный угол возвышении 75°, начальная скорость снаряда 980 м/с, досягаемость по высоте 18 000 м. Ещё в процессе проектирования стало ясно, что реализация такой задачи потребует очень сложных и тонких механизмов наводки, и в окончательном варианте угол возвышения ограничили 55°
Орудия размещались в 3-орудийных башнях Модель E1, спроектированных в 1932 году на базе двухорудийных 203-мм установок Модель E, использовавшихся на крейсерах типа «Такао», и изначально предусматривавших замену на них благодаря одинаковому диаметру погона.
Обозначение орудия Тип 3/Type 3 даёт отсылку к году разработки затворной группы - 1914 год или третий год эпохи Тайсё.

## Установки на кораблях
Крейсера типа «Могами» — 5 башен (15 орудий), до замены главного калибра перед войной
Линейные корабли типа «Ямато» — 4 (позже 2) башни (12 орудий)
Лёгкий крейсер «Оёдо» — 2 башни (6 орудий)
Всего было изготовлено 20 установок для крейсеров типа «Могами», после перевооружения которых в 1940—1941 годах они должны были использоваться на 2 крейсерах типа «Оёдо» и 4 линкорах типа «Ямато» . Из-за отказа от постройки «Ниёдо» и достройки в прежнем виде «Синано» и № 111, а также снятия двух из четырёх башен с «Ямато» и «Мусаси» часть из них вместо кораблей была установлена на берегу в районе Этадзимы.

## Боеприпасы
Все 155-мм орудия Тип 3 комплектовались выстрелами раздельного заряжания. Основной заряд имел массу 19,5 кг (36DC2), также существовал облегчённый массой 12,3 кг (50DC2).
| Снаряд        | Обозначение | Длина   | Масса снаряда | Масса заряда | Начальная скорость |
| ------------- | ----------- | ------- | ------------- | ------------ | ------------------ |
| Бронебойный   | Тип 91      | 67,8 см | 55,87 кг      | 1,15 кг      | 920 м/с            |
| Осветительный | Тип B       | 65,0 см | 55.87 кг      | 2,27 кг      | 750 м/с            |
| Осветительный | Тип B1      | 65,0 см | 55.87 кг      | 2,58 кг      | 750 м/с            |
| Фугасный      | Тип 0       | 65,0 см | 55.87 кг      | 3,1 кг       | 900 м/с            |

Бронебойные и фугасные снаряды оснащались боевой частью из тринитроанизола, осветительные-зарядом из смеси 53% магния, 42,5% нитрата бария, 3,5% воска и 1,0% оксалата натрия.

## Аналоги
США 152-мм/47,6 Mk.16
 СССР 152-мм/58,6 Б-38
 Великобритания 152-мм/50 BL Mk.XXIII
 Германия 150 мм/60 SKC/25
 Франция 152 mm/55 Model 1930